# Die Frau auf Seite 1
Die Frau von Seite 1 (Originaltitel The Front Page Woman) ist eine US-amerikanische Filmkomödie aus dem Jahr 1935 von Michael Curtiz mit Bette Davis in der Titelrolle und George Brent als Gegenpart. Der Film wurde von Warner Bros. produziert und basiert auf der Kurzgeschichte Women Are Born Newspapermen von Richard Macauley.

## Handlung
Ellen Garfield und Curt Devlin sind ein Paar, beide arbeiten als Reporter für verschiedene Zeitungen. Ellen will Curt erst dann heiraten, wenn er zugibt, dass sie als weibliche Reporterin genauso gut ist wie ein Mann. Beide sollen von einer Hinrichtung berichten. Ellen erleidet dabei einen Schwächeanfall. Curt übermittelt seinen Bericht an seine Zeitung und auch in ihrem Namen an Ellens Redaktion. Als sich herausstellt, dass beide Artikel identisch sind, bekommen sie Probleme.
Ellen und Curt bekommen den Auftrag, von einem Wohnungsbrand zu berichten. Ellen bemerkt zwei Männer, die das Haus verlassen und kann einen der beiden als den untergetauchten Marvin Stone identifizieren, über dessen Verschwinden Curt berichtet hat. Sie verfolgt Stone zu einem Krankenhaus. Dort stellt sich heraus, dass er eine Stichwunde erlitten hat, an der er stirbt.
Curt findet heraus, dass sich an dem Abend des Brands eine Frau in Stones Appartement aufgehalten hat. Durch Parfüm an Stones Jacke kann er die Frau als Inez Cardoza identifizieren. Der Mann, der das Haus mit Stone verlassen hat, ist Maitland Colter, der in Inez verliebt ist. Ellen stellt Inez zur Rede, die Colter als unschuldig darstellt.
Beim folgenden Prozess wird Colter vom Bezirksstaatsanwalt des Mordes verdächtigt. Während die Jury sich berät und Colter für schuldig befindet, kann Curt Ellen austricksen, indem er sie ein falsches Urteil, Freispruch für Colter, an ihre Redaktion übermitteln lässt. Diese Falschmeldung führt zu ihrer Entlassung.
Ellen sucht eine Bar auf und trifft dort auf Inez. Die gesteht ihr, dass Colter tatsächlich unschuldig verurteilt worden sei, denn sie habe Stone die Stichwunde zugefügt. Ellen schickt umgehend einen Bericht von dem Geständnis an ihre ehemalige Redaktion und kommt somit Curt zuvor, der nun zugibt, dass sie die bessere Reporterin sei. Einer Hochzeit steht nun nichts mehr im Wege.

## Produktion

### Produktionsnotizen
Die Dreharbeiten begannen am 17. April 1935 in den Warner-Studios in Burbank.
Die dem Film zu Grunde liegende Kurzgeschichte Women Are Born Newspapermen  von Richard Macauley erschien am 1. September 1934 in der Saturday Evening Post. Die Handlung des Warner-Bros.-Films von 1937 Back in Circulation, ähnelt diesem Film, obwohl dessen Vorlage auf einer Geschichte von Adela Rogers St. Johns basiert. Ähnlich verhält es sich mit dem Film Blondes at Work von Torchy Blane aus dem Jahr 1938.

### Stab und Besetzung
John Hughes stattete den Film aus. Leo F. Forbstein agierte als musikalischer Direktor. Moderne Quellen schreiben Heinz Roemheld die Partitur zu.
Der Film war einer von drei Filmen, die Bette Davis 1935 gemeinsam mit Brent drehte. Die beiden arbeiteten im Laufe der Jahre in etwa ein Dutzend Filmen zusammen. Davis mochte Brent persönlich sehr, obwohl ihr bewusst war, dass der gutaussehende Schauspieler, auf der Leinwand nicht besonders charismatisch wirkte. Davis war der Meinung, dass Brents Energie auf der Leinwand nicht mit seiner Ausstrahlung, die er im echten Leben habe, übereinstimmte, schließlich sei er ein ausgebildeter Pilot und könne das gesamte Studio zum Lachen bringen. Stephanie Zacharek: 
In kleinen, nicht im Abspann erwähnten, Nebenrollen traten George Chandler und Paul Panzer als Reporter, Grace Hayle als Nell Bonnett, DeWitt Jennings als Polizei-Lieutenant, Torben Meyer als Portier, Mary Treen als Krankenschwester und Leo White als Taxifahrer auf. Marvin Stone wurde von Huntley Gordon dargestellt.

### Veröffentlichung
Die Premiere des Films, der unter dem Arbeitstitel Women Are Born Newspapermen, gedreht wurde, fand am 11. Juli 1935 in New York statt, der allgemeine Kinostart in den USA erfolgte am 20. Juli 1935. In der Bundesrepublik Deutschland wurde der Film am 20. April 1997 erstmals im deutschen Fernsehen ausgestrahlt.

## Kritiken
Zeitgenössische Kritiker stießen sich an dem unrealistischen Bild der Nachrichtenberichterstattung, das in diesem Film gezeichnet werde.
Das Lexikon des internationalen Films schrieb: „Die etwas unglaubwürdige Geschichte weist einige logische Löcher auf, ist aber dank ihres Schwungs und einiger witziger Dialoge durchaus unterhaltsam.“
Die Redaktion der Variety bezeichnete den Film als komplett verrücktes Seemannsgarn und kritisierte die fehlende Authentizität.
Die Cinema-Redaktion stellte fest: „Die Diva erfüllte eine ungeliebte Auftragsarbeit im Dienst der 'Warner Bros.'-Studios.“
Stephanie Zacharek schrieb bei Turner Classic Movies (TCM) selbst im Kontext von Filmen Mitte der 1930er-Jahre sei diese Geschichte offen chauvinistisch. Ihre Rettung allerdings sei Bette Davis. Ihre Leistung sei leise subversiv. Sie bringe Glaubwürdigkeit auf die Leinwand. Sie zeige die Angst ihrer Figur eher als die eines Menschen, der anständig sei, und stelle sie nicht als Schwäche dar. Warner Bros. drehte Front Page Woman nur wenige Jahre nach der Veröffentlichung des United Artists-Spielfilms The Front Page (1931) mit Pat O’Brien und Adolphe Menjou und sei wohl ziemlich eindeutig ein Versuch, den Erfolg dieses Films nachzuahmen. Davis und Brent seien im Film einigermaßen unterhaltsam, wozu die eher unrealistische Handlung sogar noch beitrage. Davis, mit ihren gefühlvollen, bezaubernden Augen und ihrer hübschen blonden Kurzhaarfrisur sehe auf jeden Fall großartig aus, selbst dann, wenn sie diese albernen baumelnden Fuchspelze tragen müsse.